# Ajia Trias
Ajia Trias (gr. Αγία Τριάς tur. Sipahi) – wieś na Cyprze, w Dystrykcie Famagusta, 2 km na wschód od miejscowości Jalusa, na półwyspie Karpas. Znajduje się de facto pod zarządem Cypru Północnego.